# Птахи басейну Сіверського Дінця

Логотип робочої групи «Вивчення птахів басейну Сіверського Дінця», присутній на обкладинках принаймні двох випусків праць (4-5 та 10)

Птахи басейну Сіверського Дінця — серія видань матеріалів конференцій та нарад Міжрегіональної робочої групи та наукової мережі «Вивчення птахів басейну Сіверського Дінця», започаткованої 1993 року за ініціативою Леоніда Тараненка і підтриманої харківською групою дослідників на чолі з Ігорем Кривицьким (†2008).

## Хроніки видань

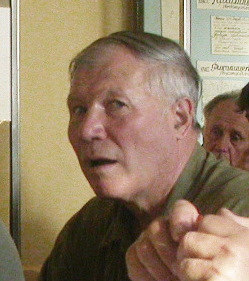
Ігор Кривицький — упорядник низки випусків серії «Птахи басейну Сіверського Дінця»

З 1993 до 2012 року видано 11 випусків, у назвах яких вказано номери конференцій «Вивчення та охорона птахів басейну Сіверського Дінця», матеріали яких ці випуски включають. 12-й випуск з матеріалами 17–18 конференцій — у друці. Окрім перших трьох випусків, кожний з яких відразу вміщав матеріали однієї чергової конференції, випуски 4–12 містять матеріали двох поточних конференцій (один раз було навіть 4-х: вип. 8).
До 2000 року існувала відповідність номерів випусків номерам конференцій (напр. вип. 6–7 з матеріалами 6-ї та 7-ї конф.), проте надалі, починаючи з випуску 8 (2003 р.), номер випуску позначався однією поточною цифрою.
- 1993 — вип. 1 (матеріали 1 конф.). — 92 с.
- 1994 — вип. 2 (матеріали 2 конф.). — 118 с.
- 1996 — вип. 3 (матеріали 3 конф.). — 106 с.
- 1998 — вип. 4–5 (матеріали 4–5 конф.). — 96 с.
- 2000 — вип. 6–7 (матеріали 6–7 конф.). — 86 с.
- 2003 — вип. 8 (матеріали 7–10 конф.). — 131 с.
- 2005 — вип. 9 (матеріали 11–12 конф.). — 151 с.
- 2007 — вип. 10 (матеріали 13–14 конф.). — 172 с.
- 2010 — вип. 11 (матеріали 15–16 конф.). — 275 с.
- 2012 — вип. 12 (матеріали 17–18 конф.). — (у друці).

## Упорядники
Упорядниками та редакторами збірників були Леонід Тараненко (вип. 1, 6-7, 9, 11), Ігор Кривицький (вип. 2, 3, 4-5, 8, 10), Михайло Банік (вип. 2, 10, 12), Т. А. Атемасова (вип. 2, 10).